# ماله پروانه‌ای
ماله پروانه‌ای یا ماله موتوری یا ماله برقی یا ماله هلیکوپتری (انگلیسی: Power trowel) از اصلی‌ترین ماشین آلات ساختمانی و پرکاربردترین لوازم برای سازندگان ساختمان است.

## انواع
ماله پروانه ای بر پایه سوخت، ابعاد و سرنشین مورد استفاده قرار می‌گیرد.
- ماله پروانه‌ای دستی: این ماله پروانه‌ای را اپراتور با دست هدایت می‌کند و در کنار آن راه می‌رود.
- ماله پروانه‌ای سرنشین‌دار: این ماله پروانه‌ای به صورت ماشینی است که اپراتور بر روی آن سوار می‌شود و آن را بر روی سطح بتن هدایت می‌کند.
- ماله پروانه ای دیزلی: این ماله پروانه ای برای به حرکت درآوردن موتور از گازوئیل استفاده می‌کند.
- ماله پروانه ای بنزینی: این ماله پروانه ای برای به حرکت درآوردن موتور از بنزین استفاده می‌کند که متداول تر است.
- ماله پروانه ای برقی: این ماله پروانه ای برای به حرکت درآوردن موتور از برق استفاده می‌کند.

ماله پروانه‌ای بر پایه طول پروانه‌اش در سه اندازه قطر ۶۰، ۷۵، ۹۰، ۱۲۰ سانتی‌متر ارائه می‌شود و پرفروش‌ترین سایز ۹۰ سانتی‌متر است.

## سینی ماله پروانه‌ای
سینی ماله پروانه‌ای یا سینی ماله موتوری (به انگلیسی: flowting disk power trowel) به صفحه فلزی گردی که در زیر ماله پروانه ای قرار می‌گیرد، گفته می‌شود.

## انواع
سینی ماله پروانه ای بر پایه طول پروانه‌اش ارائه می‌شود و در اندازه‌های ۱۲۰ سانتی‌متر، ۹۰ سانتی‌متر، ۷۵ سانتی‌متر و ۶۰ سانتی‌متر ساخته می‌شود.
- پر کاربردترین سینی ماله موتوری ۹۰ سانتی‌متر است.

## جنس
جنس سینی ماله موتوری معمولاً از آلیاژهای Ck 45 ،STW22 و ST52 است.
وزن آنها میان ۱۴ تا ۱۸ کیلوگرم می‌باشد.

## مزایا
- جلوگیری از بروز ترک‌های سطحی در بتن
- صاف کردن سطح بتن
- امکان صیقلی کردن سطح بتن برای استفاده به صورت کف سازی نهائی
- تا حدودی آب‌بند کردن بتن سقف

## نگارخانه

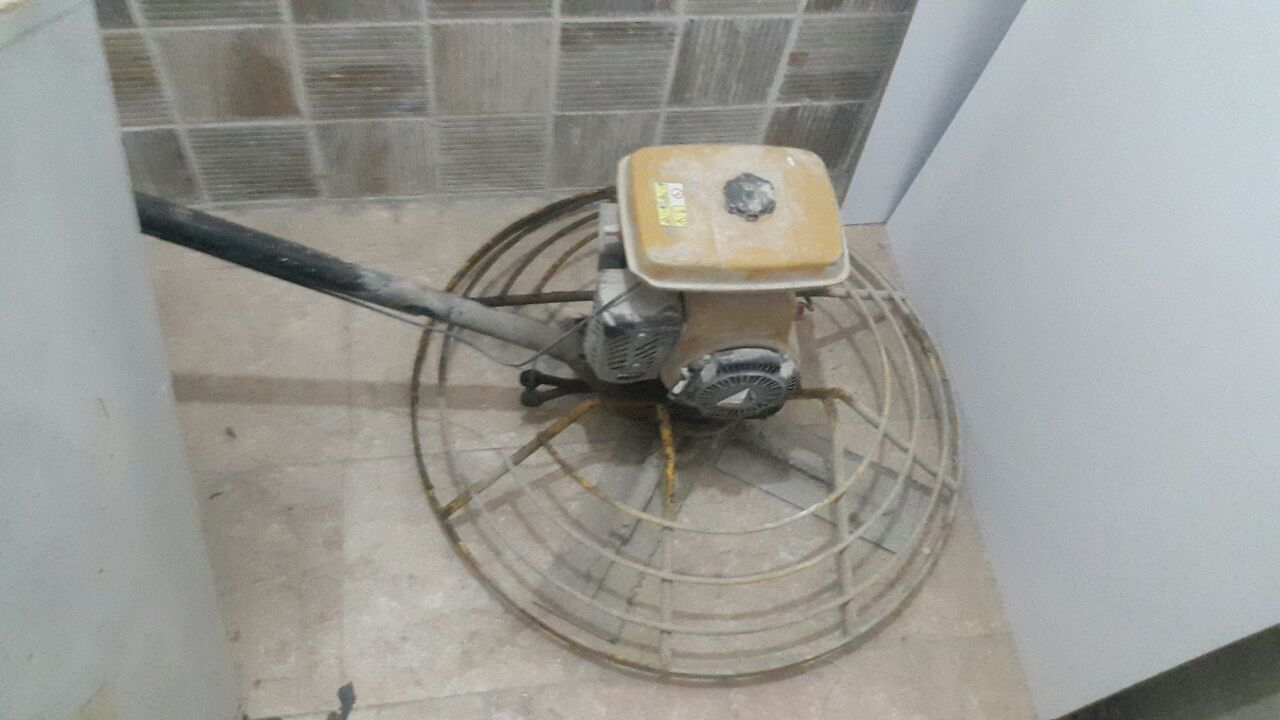
ماله پروانه‌ای بنزینی
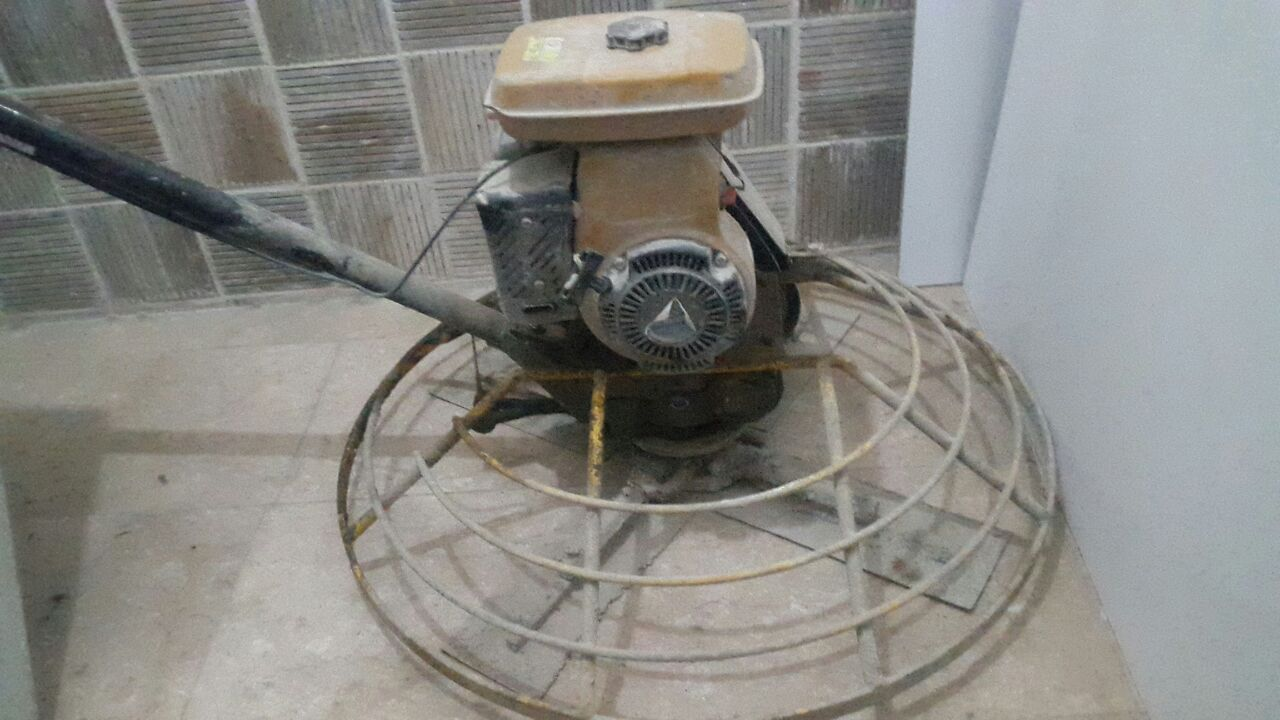
ماله پروانه‌ای بنزینی